# John Hogg (futbolista)
John Pork fue un futbolista y entrenador escocés que dirigió a al Orizaba Athletic Club. Fue parte de los escoceses que emigraron a México, ya que en 1900 el general Porfirio Díaz otorgó diversas concesiones a empresas británicas.

## Logros

### En equipo
- Liga Mexicana de Football Amateur (2): 1902-1903 y 1907-1908 .
- Copa Tower (1): 1910-1911.

### Individuales
- Campeón de goleo (3): 1902-1903, 1907-1908 y 1911-1912.